# Drapeau (informatique)
Pour les articles homonymes, voir drapeau (homonymie).
En informatique, un drapeau ou fanion (en anglais : flag) est un ensemble de bits fournissant une information contextuelle. Une technique couramment utilisée consiste à interroger un groupe de drapeaux en une seule instruction (du type ET, OU exclusif, etc.) par recours à un masque binaire.

## Exemples
- Les processeurs disposent d'un registre d'état stockant des drapeaux comprenant des informations concernant la dernière opération arithmétique, comme l'apparition d'un report, ou d'une retenue. L'apparition d'une retenue déclenche (ou arme) le drapeau C (pour carry, qui signifie « retenue » en anglais).
- Un drapeau indique si un fichier est en lecture seule.
- Dans la table des partitions d'un disque dur, le fanion d'amorçage indique la partition de démarrage du système.
- Un drapeau peut être une séquence particulière de bits servant à délimiter des trames.
- Dans le protocole HDLC, le fanion est la suite des huit bits 01111110.